# 戦後日本思想大系
戦後日本思想大系（せんごにほんしそうたいけい）は、1968年（昭和43年）から1974年（昭和49年）にかけて筑摩書房より刊行された第二次世界大戦後の日本思想史の叢書である。全16巻。

## 概要
1963年（昭和38年）に刊行が始まり1968年（昭和43年）に完結した叢書『現代日本思想大系』（全35巻）の後継企画として刊行された。各巻構成は『現代日本思想大系』（以下「現代大系」）とほぼ同様で、巻頭に「解説」、巻末に「執筆者略歴」「関係年表」を付しているが、収録対象でいうと、現代大系が幕末維新期以降の思想的著作を収録対象としているのと異なり、こちらは第二次世界大戦後の著作を収録している。また現代大系が著者別編集とテーマ別編集の巻に分かれていたのに対し、すべてテーマ別編集となっている。

## 全巻の内容
| 通号 | タイトル       | 当該巻の編集・解説担当者   | 出版       | 備考 |
| ---- | -------------- | -------------------------- | ---------- | ---- |
| 1    | 戦後思想の出発 | 日高六郎                   | 1968年7月  |      |
| 2    | 人権の思想     | 武田清子                   | 1970年10月 |      |
| 3    | ニヒリズム     | 梅原猛                     | 1968年8月  |      |
| 4    | 平和の思想     | 鶴見俊輔                   | 1968年10月 |      |
| 5    | 国家の思想     | 吉本隆明                   | 1969年9月  |      |
| 6    | 革命の思想     | 埴谷雄高                   | 1969年6月  |      |
| 7    | 保守の思想     | 橋川文三                   | 1968年11月 |      |
| 8    | 経済の思想     | 伊東光晴・長幸男           | 1971年9月  |      |
| 9    | 科学技術の思想 | 星野芳郎                   | 1971年2月  |      |
| 10   | 学問の思想     | 加藤周一・久野収・丸山真男 | 1971年6月  |      |
| 11   | 教育の思想     | 佐藤忠男                   | 1968年12月 |      |
| 12   | 美の思想       | 羽仁進                     | 1969年5月  |      |
| 13   | 戦後文学の思想 | 高橋和巳                   | 1969年2月  |      |
| 14   | 日常の思想     | 高畠通敏                   | 1970年5月  |      |
| 15   | 現代日本論     | 久野収                     | 1974年5月  |      |
| 16   | 現代人間論     | 小田実                     | 1969年10月 |      |